# G.722
La norme de codage mondiale G.722 normalisée par l'UIT-T en 1987 permet d'obtenir en voix sur IP une qualité de voix "haute définition" (dite téléphonie large-bande). Cette qualité est obtenue par doublement de la bande de fréquence codée (50-7 000 Hz) par rapport à la qualité téléphonique usuelle dite bande étroite (300-3 400 Hz) produite par le format de codage G.711 (MIC) utilisé en téléphonie "classique" sur les réseaux RTC. L'utilisateur bénéficie donc d'une sensation de présence de son interlocuteur, d'un confort d'écoute et d'une intelligibilité fortement améliorés.
Cette qualité est obtenue au même débit de 64 kbit/s que le G.711 "bande étroite" grâce à la technologie MICDA de codage en sous bande : les parties basses fréquences [0, 4 kHz] et hautes fréquences [4, 8 kHz] du signal sont séparées (par filtrage QMF) puis codées et décodées séparément selon un algorithme de codage PCM différentiel adaptatif (dit codage MICDA). Cette technologie permet en outre au G.722 de fonctionner de manière très flexible (scalable) aux débits inférieurs de 56 kbit/s et 48 kbit/s. Les opérations de codage et de décodage se font échantillon par échantillon et n'induisent donc quasiment aucun retard de codage susceptible de nuire à l'interactivité des conversations et présentent en outre l'avantage d'être peu complexes (environ 10 MIPS) et sont donc peu coûteuses à mettre en œuvre.
Afin d'optimiser l'usage de G.722 en VoIP, des systèmes de protection de la qualité (QoS) audio contre les pertes de paquets IP sont venus enrichir le standard (en Appendices III et IV de la norme).
En outre aucun coût de licence n'est associé à ce codec.
Le format de codage UIT-T G.722 a été choisi début 2007 par l'organisme de normalisation européen ETSI comme format obligatoire pour les terminaux DECT de nouvelle génération et haute qualité audio. Certains opérateurs (Orange, BT…) ont ainsi pu lancer avec succès des services de téléphonie IP en voix "haute définition" utilisant le format de codage G.722.